# Pierre Corneille
Pierre Corneille (Rouen, 6. lipnja 1606. – Pariz, 1. listopada 1684.), francuski dramski pisac.
Izučio je pravo i odabrao odvjetničko zvanje. Prvim komedijama izazvao je pozornost kazališne publike i kardinal Richelieu odabrao ga je da s još četvoricom autora piše drame po njegovu ukusu i pod njegovim pokroviteljstvom, ali suradnja nije dugo trajala. 
Svojom tragedijom "Cid" uzbudio je 1636. francusku publiku. "Cid" je bio prva velika drama francuskog klasicizma i govorio je suvremenicima o časti, kultu volje i moralu uzvišenih bića. Zbog profeudalnog antiapsolutističkog karaktera ovu dramu osudila je Francuska akademija. Uzore je tražio među starim Rimljanima.

## Djela
- "Smrt Pompejeva",
- "Lažac",
- "Andromeda",
- "Surena",
- "Cid",
- "Rodoguna